# 伊姆兰·伊斯梅尔
伊姆兰·伊斯梅尔（羅馬化：Imran Ismail，1966年1月1日—），是一名巴基斯坦政治家和商人。2018年至2022年間擔任信德省省長，此前曾經短暂擔任該省議會議員。